# チーズケーキ

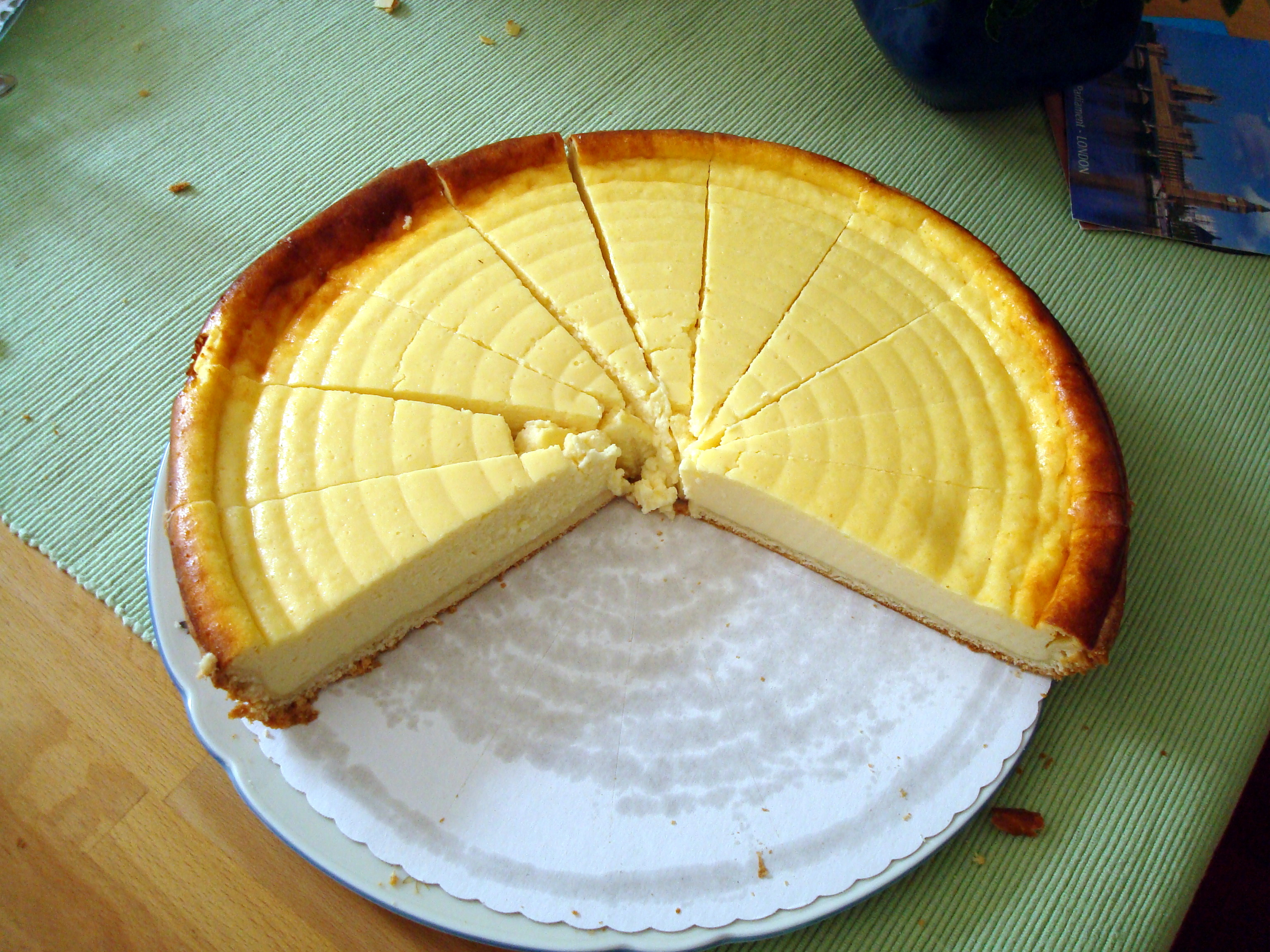
チーズケーキ

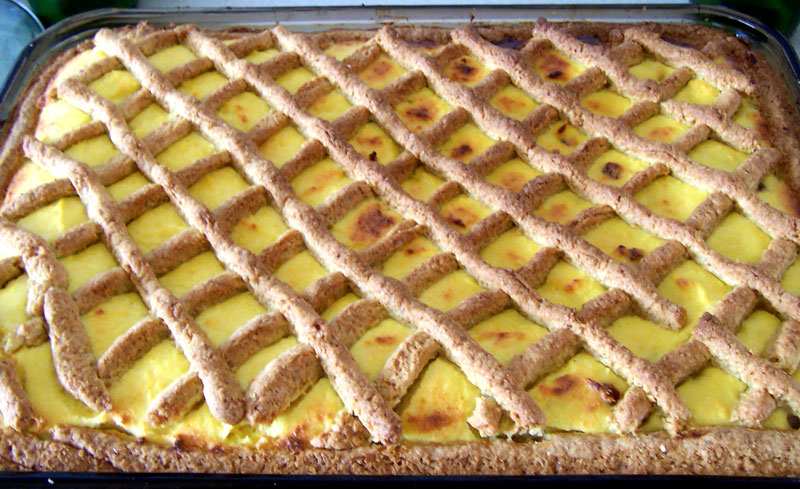
ポーランド風チーズケーキ「セルニック」。ポーランド・ポドハレ地方の郷土のお菓子。セルニックはパイ生地を下に敷き、さらに上にパイ生地を網目状に載せて飾っている。

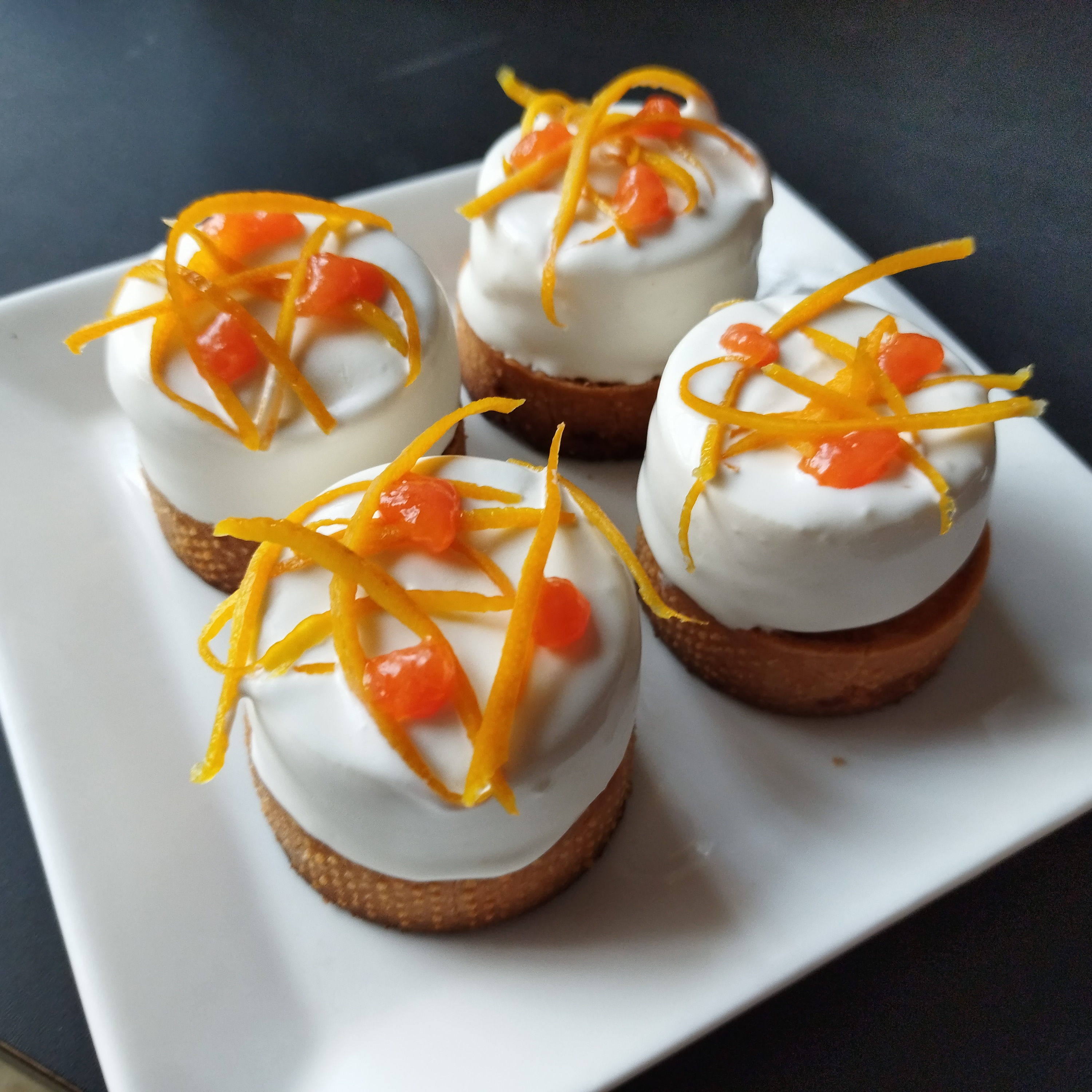
レアチーズケーキ（焼かないタイプのチーズケーキ）

チーズケーキ (cheesecake) は、チーズを使ったケーキ。温製のベイクドと湯煎焼きのスフレ、冷製のレアに大別される。

## 種類

### ベイクド・チーズケーキ
オーブンできつね色になるまで焼いたものはベイクド・チーズケーキと呼ばれる。ニューヨークチーズケーキと呼ぶこともある。型にクリームチーズやカッテージチーズ、マスカルポーネ、リコッタチーズなどのやわらかく塩分の少ないチーズと砂糖、卵黄、コーンスターチや小麦粉などをすり混ぜた生地を流しいれ、オーブンで焼いたもの。1990年代頃までの日本では土台を使わないものが主流であったが、近年ではパイ皿に敷いたサブレ生地や砕いたクラッカーなどの土台の上にチーズケーキ生地を流しいれたものが多い。
焼いて作るため普通の焼き菓子同様に常温で保存が利くと思われがちであるが、実は低温保存が原則で、常温に放置すると生地が融けてプリンのようになる。一部ではこの性質を生かした商品も売られている。
バスクチーズケーキなどもこのタイプに入る。

### レア・チーズケーキ

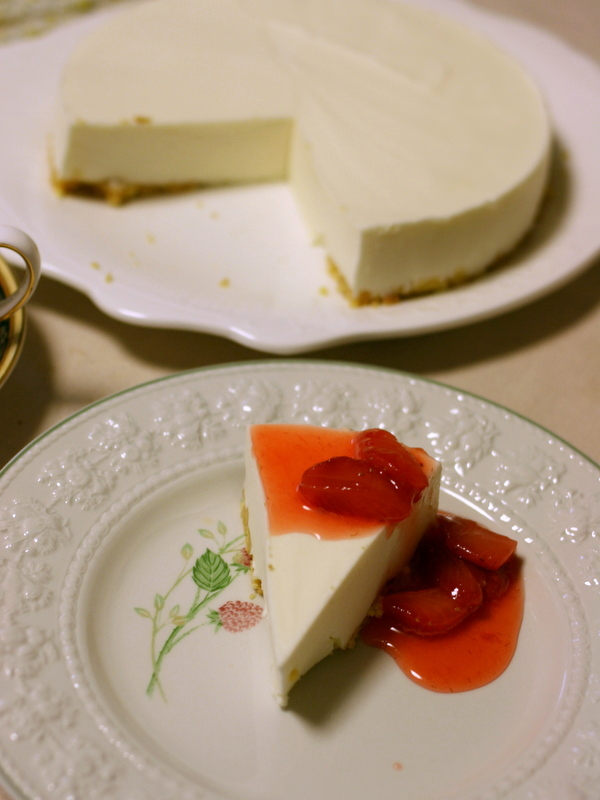
レアチーズケーキ（イチゴソース添え）

火を通さず、クリームチーズなどに生クリームを混ぜ合わせたものを冷やし固めたものであり、クッキーを砕いて作ったクラスト生地を下に敷くこともある。あるいはフィリングだけをババロアやムースのようにグラスに盛る「グラス・チーズケーキ」もある。近年はガーゼで包んで販売するものが登場している。
バニラ、チョコレート、ヨーグルトなどでさまざまな味付けがされることがあり、フルーツ、特にイチゴやブルーベリーのトッピングが乗ることも多い。
ゼラチンで凝固させることが多いが、寒天を使ったり、あるいはクリームチーズ自体やホイップクリームの固さだけで仕上げる場合もある。口どけを最大限に高めるためレモンの酸によってチーズのタンパク質を凝固させる方法もある。この場合はレモンのさわやかな風味が増す。

### チーズスフレ

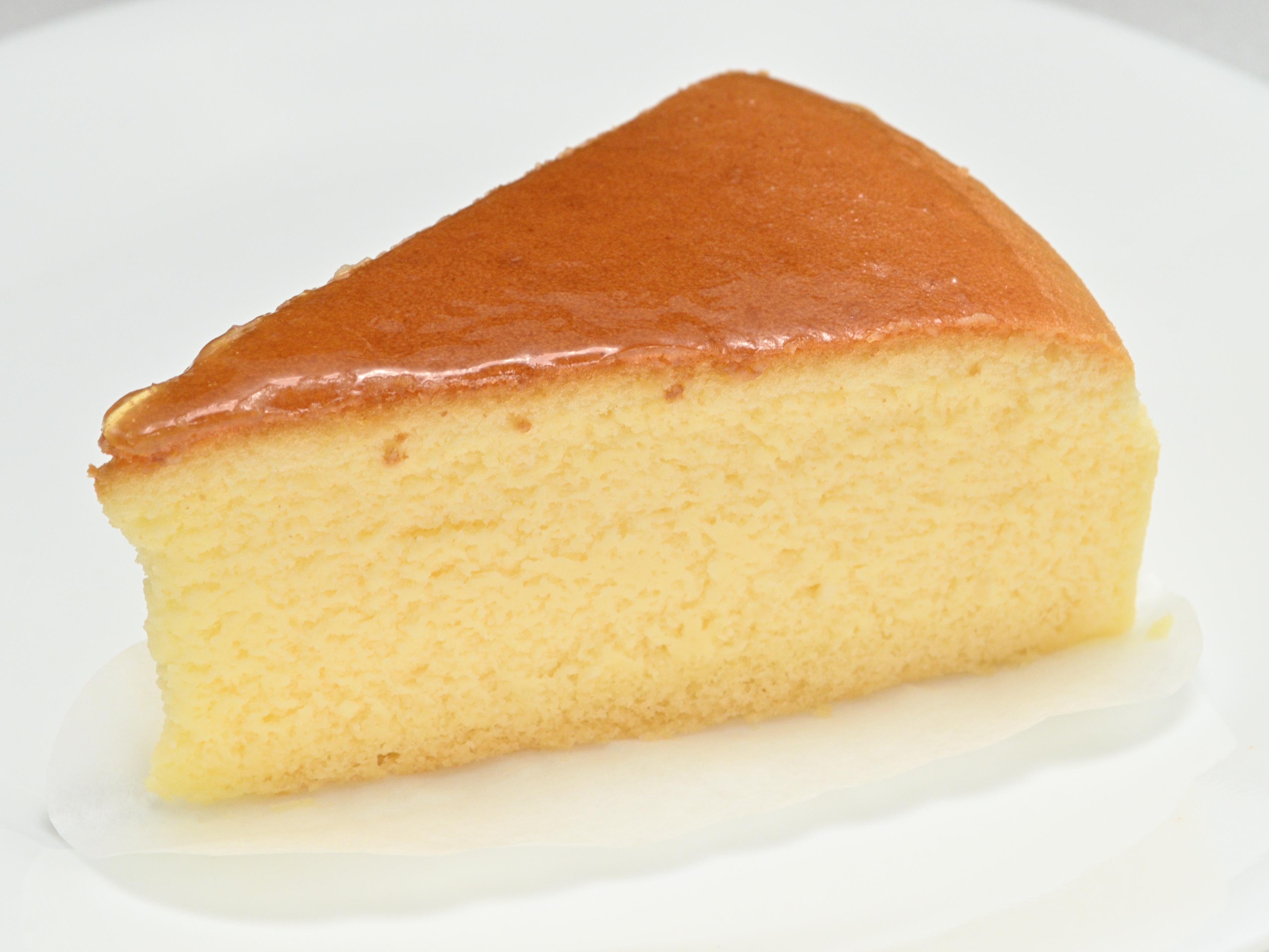
山崎製パンのチーズスフレ

卵白を泡立てて焼くことにより口解けのよいスポンジタイプのチーズケーキが出来上がる。スフレチーズケーキと呼ぶこともある。日本ではスタンダードなチーズケーキであるが、海外ではあまり見られない。海外では日本発祥のチーズケーキとされ、「japanese style cheesecake」と称して売られていることが多い。

## 歴史
チーズケーキの起源は古代ギリシャまでさかのぼり、紀元前776年の第一回古代オリンピックの期間中、アスリートたちに振る舞われていた。また、紀元前160年ごろに書かれた農書『農業について』には、libum、サビルム（savillum）、placenta という神に奉納されたチーズケーキのレシピが掲載されている。ギリシャのチーズケーキをヨーロッパ中に普及させたのはローマ人であるが、現在のチーズケーキとは味も見た目も異なっていたようである。なお、サビルムは米国風チーズケーキの祖先である。
ベイクドチーズケーキの起源は、中世前期ポーランドのポドハレ地方にあるといわれる。生乳を軽く発酵させた酸味のある真っ白なフレッシュチーズ「トゥファルク」をふんだんに使用したチーズケーキ「セルニック」は、ここの住民で「グラル人」と呼ばれるスラヴ系の山の民（グラルは文字通り「山の民」の意味）の郷土食であり、ポドハレ地方では現在でも各家庭のお茶菓子として日に数回も食べられている。トゥファルクを使うと酸味があるため、一般に知られるチーズケーキのようにレモン果汁などを加える必要がなく、実際にレモン果汁を加えないのが本来のレシピである。なお近年になり、人類最古のチーズがポドハレ地方周辺のポーランド南部で発見され、中東や地中海周辺であろうとされていた従来のチーズ起源説が、この大発見により根底から覆されようとしている。
数世紀のちに、ポーランドからの移民（とくにポドハレ地方の近くの大都市クラクフからのユダヤ人）が持ち込んだレシピを元に、アメリカにもチーズケーキが出現する。1872年には、フランスのチーズ、ヌーシャテルを再現しようとしていた牛乳屋が、クリームチーズを新たに開発した。
日本では、1980年代ころから焼いたチーズケーキが、調理パンや菓子パンのように売られ始め、現在も「チーズ蒸しケーキ」といった名前で販売されている。その後、高級なデザートとしてレアのチーズケーキが、レストランや喫茶店で食べられるようになったが、冷凍で流通しやすいため比較的短期に低価格化し、真空パックされ100円程度の価格で販売される商品を見ることができる。

## その他
- ベイクドチーズケーキやレアチーズケーキを中心にスティック状にしたものが販売されている。またレアチーズケーキは6Pチーズのように1つが扇形に成形され円盤状にパッケージされた物や紙パックに詰められたものなどさまざまな形態で発売されている。
- チーズケーキという言い方は現在、チーズケーキ風味の他のデザートを表す時にも使用される。チーズケーキヨーグルト、チーズケーキアイスクリーム、チーズケーキバターケーキ、チーズケーキブラウニー、チーズケーキクッキーなどがその一例である。
- チーズケーキは英語において、セックスシンボルである女性を表す時にも用いられる。グラビアに写っている女性にまつわる話題であれば、特にその用例が見られる[5]。